# 1738
1738 (MDCCXXXVIII) var ett normalår som började en onsdag i den gregorianska kalendern och ett normalår som började en söndag i den julianska kalendern.

## Händelser

### Augusti
- Augusti
  - Arvid Horns motståndare genomdriver ett tioårigt vänskapsfördrag med Frankrike.
  - Det svenska fartyget Patrioten avseglar, under eskort av fartyget Sverige, båda med betalning till Karl XII:s turkiska fordringsägare, däribland sultanen.

### November
- 18 november – Fördraget i Wien undertecknas.
- 20 november – Uddevalla eldhärjas.[1]
- 25 november – Fartyget Sverige förliser utanför Cadiz i Spanien.[2]

### December
- 18 december – Arvid Horn tvingas avgå både som svensk regeringschef och kanslipresident, sedan hattarna fått stöd av både adeln, borgarna och det sekreta riksdagsutskottet. Detta maktskifte kan ses som genombrottet för den första svenska parlamentarismen.

### Okänt datum
- De svenska partinamnen "Hattarna" och "Mössorna" uppkommer. Arvid Horns anhängare anses "prata i nattmössan" av motståndarna, medan de själva använder manlighetssymbolen hatten. Hattarna, som vill ha ett revanschkrig mot Ryssland, får stöd av Frankrike, medan mössorna stöds av dess fiender Storbritannien och Ryssland.
- Samtal emellan Argi Skugga och en obekant Fruentimbers Skugga utges.
- Ett tredje svenskt duellplakat utfärdas.

## Födda
- 15 mars – Cesare Beccaria, italiensk filosof.
- 6 maj – John Sloss Hobart, amerikansk jurist och politiker.
- 28 maj
  - Tristram Dalton, amerikansk politiker, senator 1789–1791.
  - Joseph Guillotin, fransk läkare, som fått ge namnet åt giljotinen.
- 4 juni – Georg III, kung av Storbritannien 1760–1820 och av Irland 1760–1801.
- 22 juli – Nils Henric Liljensparre, svensk polis och ämbetsman.
- 25 september – Nicholas Van Dyke, amerikansk politiker, Delawares president 1783–1786.
- 15 november – William Herschel, tysk-brittisk musiker och astronom, planeten Uranus upptäckare.
- 20 december – Juliana Cornelia de Lannoy, nederländsk författare.

## Avlidna
- Mars – Anna Margrethe Lasson, dansk författare.
- 7 maj – Jacob Ohlsson, svensk bondeståndstalman
- 23 september – Hermann Boerhaave, nederländsk botanist, kemist och läkare.
- Mademoiselle De Lafontaine, fransk ballerina.

### Fotnoter
1. ↑  ”Uddevallas historia”. 24 april 1998. http://hem.passagen.se/gullanka/uddevalla/historia.pdf. Läst 25 mars 2011.[död länk]
2. ↑  ”Tjustforum”. 24 april 1998. Arkiverad från originalet den 19 augusti 2010. https://web.archive.org/web/20100819100057/http://www.tjustforum.se/Odensvi-torp-%28La%29sparebo.shtml. Läst 25 mars 2011.